# Список особо охраняемых природных территорий Карелии
Природно-заповедный фонд Республики Карелия включает 8 особо охраняемых природных территорий федерального значения и 146 регионального (по данным на 2024 год)
К объектам федерального значения относятся два заповедника, четыре национальных парка и два федеральных зоологических заказника. Также в границах Карелии располагается Кемь-Лудский участок Кандалакшского заповедника, находящегося в Мурманской области.
Сеть ООПТ регионального значения включает 1 природный парк, 33 заказника, 109 памятников природы и 3 природно-рекреационных территории.

## Государственные природные заповедники
| Название                                        | Площадь                                | Местонахождение                                                      | Дата учреждения | Комментарий                                                      |
| ----------------------------------------------- | -------------------------------------- | -------------------------------------------------------------------- | --------------- | ---------------------------------------------------------------- |
| Заповедник «Кивач»                              | 10 870,4 га, охранная зона — 5792,6 га | Кондопожский район, на реке Суне                                     | 11 июня 1931    | Эталонный участок среднетаёжной подзоны европейской части России |
| Костомукшский заповедник                        | 47 569 га, охранная полоса — 500 м     | Костомукшский мунокруг и Муезерский район, близ границы с Финляндией | 14 декабря 1983 | Эталонный участок северотаёжной подзоны европейской части России |
| Кемь-Лудский участок Кандалакшского заповедника | 1608 га, из них суши — 281 га          | Лоухский район, на границе с Мурманской областью                     | 20 апреля 1957  | Одно из мест гнездования обыкновенной гаги                       |

## Государственные национальные парки
| Название                            | Площадь                                   | Местонахождение                                                                                              | Дата учреждения | Комментарий                                                 |
| ----------------------------------- | ----------------------------------------- | --- | --------------- | ----------------------------------------------------------- |
| Национальный парк «Паанаярви»       | 104 354 га                                | Лоухский район, у границы с Финляндией, к северу от посёлка Пяозерский                                       | 20 мая 1992     | К западной границе примыкает национальный парк «Оуланка»    |
| Водлозерский национальный парк      | 468 340 га, из них в Карелии — 130 600 га | Пудожский район Карелии и Онежский район Архангельской области                                               | 20 апреля 1991  | Парк располагается на стыке северной и средней подзон тайги |
| Калевальский национальный парк      | 74 400 га                                 | Территория Костомукшского горсовета, у границы с Финляндией                                                  | 3 июля 2007     | Парк является резерватом старовозрастных сосновых лесов     |
| Национальный парк «Ладожские шхеры» | 122 008,3 га                              | Северное и северо-западное побережье Ладожского озера в Лахденпохском, Сортавальском и Питкярантском районах | 28 декабря 2017 | Уникальный природный комплекс шхер Ладожского озера.        |

## Государственные природные заказники
| Название                                                                                | Площадь, га                                         | Местонахождение | Дата учреждения                                     | Краткое описание, комментарий |
| Государственные федеральные зоологические заказники                                     | Государственные федеральные зоологические заказники | Государственные федеральные зоологические заказники                                                                        | Государственные федеральные зоологические заказники | Государственные федеральные зоологические заказники                                                                                              |
| --------------------------------------------------------------------------------------- | --------------------------------------------------- | --- | --------------------------------------------------- | --- |
| Олонецкий                                                                               | 27 000                                              | Олонецкий район, на восточном берегу Ладожского озера, у границы с Ленинградской областью                                  | 20 февраля 1986                                     | Эталонный резерват для Восточного Приладожья |
| Кижский                                                                                 | 50 000                                              | Медвежьегорский район, шхеры северо-западной части Онежского озера и часть Заонежского полуострова                         | 22 сентября 1989                                    | Уникальный природный комплекс шхер, не имеющий аналогов на Европейском севере                                                                    |
| Государственные региональные охотничьи (зоологические) заказники                        |                                                     | |                                                     | |
| Лувозерский                                                                             | 21 321                                              | Костомукшский городской округ и Муезерский район, в 5 км к юго-востоку от города Костомукша                                | 15 октября 1980                                     | Участок северной тайги с ненарушенными природными комплексами                                                                                    |
| Воньгомский                                                                             | 6500                                                | Кемский район, в устье реки Воньги                                                                                         | 5 сентября 1973                                     | Места концентрации северного оленя и водоплавающих птиц                                                                                          |
| Шуйостровский                                                                           | 10 000                                              | Беломорский район, вблизи устья реки Шуи                                                                                   | 2 ноября 1973                                       | 8 крупных и множество мелких островов. Гнездовья гаги и других водоплавающих птиц                                                                |
| Коропинский                                                                             | 17 800                                              | Муезерский район, на юго-запад от посёлка Реболы                                                                           | 14 ноября 1978                                      | Эталонный участок северной тайги |
| Конецостровский                                                                         | 13 700                                              | Муезерский район, Ровкульские озёра                                                                                        | 5 августа 1974                                      | Эталонный для северной Карелии участок |
| Кяменицкий                                                                              | 20 029                                              | Сегежский район, к востоку от посёлка Кяргозеро                                                                            | 25 января 1982                                      | |
| Кумсинский                                                                              | 9000                                                | Медвежьегорский район, у деревни Остречье                                                                                  | 27 июля 1970                                        | Эталонный для района |
| Ламбасручейский                                                                         | 17 386                                              | Медвежьегорский район, Заонежский полуостров, между Уницкой губой и Космозером                                             | 14 ноября 1978                                      | Эталонный резерват для Заонежья |
| Райконкосский                                                                           | 18 800                                              | Суоярвский район, на западном берегу реки Муаннонйоки                                                                      | 5 августа 1974                                      | Эталонный для Юго-Западной Карелии |
| Салмиярвский                                                                            | 25 100                                              | Суоярвский район, на северном побережье озера Суоярви                                                                      | 27 июля 1970                                        | Эталонный для Юго-Западной Карелии |
| Корбозерский                                                                            | 15 000                                              | Пудожский район, на границе с Архангельской областью                                                                       | 14 ноября 1978                                      | резерват таёжных лесов |
| «Лиственные и темнохвойные леса» — ботанический заказник                                | 394                                                 | Пряжинский район | 19 марта 2004                                       | резерват еловых лесов и естественных массивов |
| Колатсельгский                                                                          | 9685                                                | Пряжинский район, на север от деревни Колатсельга                                                                          | 2 декабря 1965                                      | Единственный эталонный резерват в Пряжинском районе                                                                                              |
| Тулокский                                                                               | 10 000                                              | Олонецкий район, на побережье Ладожского озера, между устьями рек Олонки и Тулоксы                                         | 15 октября 1980                                     | Эталонный резерват для Восточного Приладожья |
| Северо-Приладожский                                                                     | 13 200                                              | Лахденпохский район и Сортавальский горсовет, на северном берегу Ладожского озера между заливами Якимваарским и Рауталахти | 16 сентября 1971                                    | Эталонный резерват для Северного Приладожья |
| Чажнаволоцкий (районный)                                                                | 9800                                                | Кондопожский район, на полуострове Чаж и в Илемгубе Онежского озера                                                        | 17 сентября 1992                                    | |
| Государственные лесные и ботанические заказники                                         |                                                     | |                                                     | |
| Заказник девственных лиственных и темнохвойных лесов                                    | 392                                                 | Пряжинский район, 6 км к северу от посёлка Верхние Важины                                                                  | 27 ноября 1972                                      | Малонарушенные еловые леса; эталон естественных массивов                                                                                         |
| Заказник высокопродуктивного насаждения с участием лиственницы сибирской и ольхи чёрной | 100                                                 | Кондопожский район, 3 км от деревни Кулмукса, в двухкилометровой прибрежной зоне Онежского озера                           | 15 июля 1976                                        | Эталонный богатый ельник с большим приростом древесной массы                                                                                     |
| Сортавальский ботанический заказник                                                     | 100                                                 | Северо-западное побережье Ладожского озера, на полуострове Таруниеми                                                       | 2 ноября 1978                                       | Эталонный участок Ладожских шхер |
| Заказник лекарственных растений — толокнянки обыкновенной                               | 1359                                                | Олонецкий район, побережье Ладожского озера, у деревни Видлица                                                             | 29 июля 1981                                        | Создан для сохранения ценного вида толокнянки |
| «Озеро Белое» — заказник лобелии Дортмана                                               | 7,5                                                 | Пряжинский район, между озёрами Лижемским и Святозером                                                                     | 20 июля 1984                                        | Создан с целью защиты редкого реликтового прибрежноводного растения — лобелии Дортмана                                                           |
| «Озеро Ковшозеро» — заказник лобелии Дортмана                                           | 60                                                  | Медвежьегорский район, Шуньгский полуостров, у южной оконечности озера Путкозеро                                           | 20 июля 1984                                        | Наряду с лобелией Дортмана здесь встречается полушник озёрный                                                                                    |
| Каккоровский — заказник берёзы карельской                                               | 26                                                  | Прионежский район, у деревни Каккорово                                                                                     | 20 июля 1984                                        | Организован для сохранения семенного участка берёзы карельской                                                                                   |
| «Анисимовщина» — заказник берёзы карельской                                             | 5,4                                                 | Медвежьегорский район, северная часть Заонежского полуострова,                                                             | 20 июля 1984                                        | Создан для сохранения семенного участка берёзы карельской                                                                                        |
| «Берёза карельская у деревни Царевичи» — заказник карельской берёзы                     | 0,1                                                 | Прионежский район, к юго-востоку от деревни Царевичи                                                                       | 20 июля 1984                                        | Создан для сохранения и воспроизводства карельской берёзы                                                                                        |
| «Берёза карельская в Спасогубском лесхозе» — заказник карельской берёзы                 | 5,7                                                 | Кондопожский район, вблизи деревни Утуки                                                                                   | 20 июля 1984                                        | Создан для сохранения и воспроизводства карельской берёзы                                                                                        |
| Койвусельгский клюквенный заказник                                                      | 367                                                 | Пряжинский район, на реке Видлица                                                                                          | 20 июля 1984                                        | Единый массив безлесных болот |
| Государственный региональный гидрологический заказник                                   |                                                     | |                                                     | |
| Озеро Талое                                                                             | 1,5 га, охранная зона — 1000 га                     | Медвежьегорский район, к востоку от озера Хейзъярви                                                                        | 20 июля 1984                                        | Уникальное озеро родникового происхождения |
| Государственные региональные болотные заказники                                         |                                                     | |                                                     | |
| Заказник крупноплодной клюквы — болото Сегежское                                        | 570                                                 | Олонецкий район, в 11 км на юго-восток от посёлка Обжа                                                                     | 25 апреля 1972                                      | Уникальный ягодник крупноплодных форм клюквы |
| Болото у села Нюхча                                                                     | 3500                                                | Беломорский район, на побережье Белого моря                                                                                | 3 июня 1974                                         | Эталонная для южного Прибеломорья болотная система                                                                                               |
| Болото Чувной-суо                                                                       | 1400                                                | Пряжинский район, в 1 км на северо-восток от посёлка Кутижма                                                               | 3 июня 1974                                         | Эталонная для Южной Карелии болотная система |
| Болотный заказник Койву-Ламбасуо                                                        | 1800                                                | Пряжинский район, в 2,5 км на север от посёлка Киндасово                                                                   | 15 июня 1976                                        | Типичная болотная система Южной Карелии |
| Государственные региональные ландшафтные (комплексные) заказники                        |                                                     | |                                                     | |
| Шайдомский комплексный природный заказник                                               | 29 000 га                                           | Кондопожский район, в 54 км на север от города Кондопога                                                                   | 29 июля 1981                                        | Эталон природных комплексов, типичных для среднетаёжной подзоны Карелии                                                                          |
| Муромский ландшафтный заказник                                                          | 32 600 га                                           | Пудожский район, на побережье Онежского озера, в 32 км на юг от города Пудож                                               | 13 октября 1986                                     | Заказник охватывает озеро Муромское, устья рек Чёрной и Гакуксы, а также полуостров Бесов Нос и острова Большой и Малый Гурий                    |
| Государственный заказник «Полярный круг»                                                | 28 300                                              | Лоухский район, на границе с Мурманской областью, на побережье Кандалакшского залива Белого моря                           | 23 февраля 1990                                     | Эталон природы приполярной части Беломорья |
| Керетский                                                                               | 4433                                                | Лоухский район, у границы с Мурманской областью, в Кандалакшском заливе                                                    | 25 мая 2017 года                                    | Имеет статус водно-болотного угодья международного значения                                                                                      |
| Государственный ландшафтный заказник «Кузова»                                           | 3600, в том числе суши — 890 га                     | Кемский район, близ Кемской губы Белого моря                                                                               | 18 июля 1991                                        | Имеет статус водно-болотного угодья международного значения                                                                                      |
| Государственный ландшафтный заказник «Андрусово»                                        | 890, в том числе суши — 560 га                      | Олонецкий район, на восточном побережье Ладожского озера (Андрусовская бухта)                                              | 18 июля 1991                                        | Уникальный для восточной части Ладоги мелководный ландшафт с обилием островов                                                                    |
| Юдальский государственный ландшафтный заказник                                          | 1524                                                | Муезерский район | 18 июля 1991                                        | Ценные природные ландщафты в пойме реки Юдало (окрестности озёр Юдало и Большое Ровкульское)                                                     |
| Заозерский государственный ландшафтный заказник                                         | 2710                                                | Зелёная зона Петрозаводска, на полуострове Бараний Берег                                                                   | 31 января 1991                                      | Памятник живой природы — старейшая ель Фенноскандии                                                                                              |
| Важеозерский государственный ландшафтный монастырский заказник                          | 9492                                                | На границе Пряжинского и Олонецкого районов, в окрестностях посёлка Интерпосёлок                                           | 28 апреля 1994                                      | Образован с целью обеспечения условий существования и развития монастырского хозяйства Важеозерского Спасо-Преображенского монастыря.            |
| Государственный ландшафтный заказник «Толвоярви»                                        | 41 900                                              | Суоярвский район, окрестности посёлка Толвоярви                                                                            | 6 апреля 1995                                       | Территория занимает ключевое положение на стыке водосборных бассейнов Ладожского и Онежского озёр                                                |
| Государственный ландшафтный заказник «Исо-Ийярви»                                       | 5778                                                | Лахденпохский район, у границы с Финляндией                                                                                | 6 апреля 1995                                       | Ценные нетронутые участки леса |
| Сорокский государственный комплексный морской заказник                                  | 73 900 га, в том числе суши — 30 300 га             | Беломорский район. Включает Поморский берег и прилегающие участки акватории Белого моря с островами                        | 4 февраля 1996                                      | Ценные прибрежные природные комплексы, уникальные места скопления водоплавающих птиц на пролёте и гнездовании.                                   |
| Государственный комплексный природный заказник «Западный архипелаг»                     | 19527 га, в том числе суши — 393 га                 | Лахденпохский район, на Ладожском озере, в 35 км к юго-западу от острова Валаам                                            | 27 февраля 1996                                     | |
| Государственный ландшафтный заказник «Подкова»                                          | 659 га (в том числе озеро Подкова — 110 га)         | Пригородная зона города Костомукша                                                                                         | 17 февраля 1997                                     | Единственный крупный лесной массив, сохранившийся в окрестностях города, и озеро Подкова с сочетанием каменисто-песчаных и заболоченных участков |

## Государственные памятники природы
| Название                                                                | Площадь, га                                                  | Местонахождение | Дата учреждения                                              | Краткое описание, комментарий |
| Государственные региональные геологические памятники природы            | Государственные региональные геологические памятники природы | Государственные региональные геологические памятники природы                                                         | Государственные региональные геологические памятники природы | Государственные региональные геологические памятники природы |
| ----------------------------------------------------------------------- | ------------------------------------------------------------ | --- | ------------------------------------------------------------ | --- |
| Варгачное-Корбозерское (озеро Варгачное-Корбозерское и его окрестности) | 1238,5                                                       | Пудожский район, в 22,5 км на юго-восток от поселка Водла                                                            | 21 июня 2016                                                 | ? |
| Гирвасский разрез каньона реки Суны                                     | 6                                                            | Кондопожский район, у плотины в южной части посёлка Гирвас                                                           | 29 июля 1981                                                 | Показательный разрез осадочных и вулканогенных пород докембрия, объект международных геологических экскурсий                                                                                    |
| Южный Олений остров — геологический и археологический памятник          | 75                                                           | Медвежьегорский район, северо-западная часть Онежского озера, в 12 км к востоку от острова Кижи                      | 29 июля 1981                                                 | Уникальные известняково-доломитовые породы верхнего ятулия, скопление окаменелостей (строматолитов и онколитов) возрастом около 2 млрд лет, комплекс археологических объектов позднего мезолита |
| Шуньгской разрез                                                        | 10                                                           | Медвежьегорский район, северо-западный берег озера Путкозеро, вблизи посёлка Шуньга.                                 | 29 июля 1981                                                 | Единственный в мире выходящий на поверхность разрез с жилами шунгита |
| Сундозерский разрез                                                     | 30                                                           | Кондопожский район, юго-западный берег озера Сундозеро, примыкает к заповеднику «Кивач»                              | 29 июля 1981                                                 | Палеонтологические объекты: строматолиты древнейших водорослей (около 2 млрд лет назад) |
| Чёртов стул                                                             | 75                                                           | Зелёная зона Петрозаводска, восточный берег Петрозаводской губы Онежского озера, к юго-востоку от посёлка Соломенное | 29 июля 1981                                                 | Живописные скальные выходы — фрагменты вулканической постройки нижнего протерозоя |
| Уксинская озовая гряда                                                  | 1500                                                         | Питкярантский район, окрестности озера Лоухиярви, в 10 км к югу от Питкяранты                                        | 20 июля 1984                                                 | Классический пример развития ледникового ландшафта (валунные озовые гряды); объект международных геологических экскурсий                                                                        |
| Остров Дюльмек                                                          | 0,35                                                         | Медвежьегорский район, восточная часть озера Сегозеро                                                                | 20 июля 1984                                                 | Сложен розовато-серыми доломитами, среди которых обнаружены строматолиты и микрофитолиты, нигде более не встречающиеся                                                                          |
| Остров Северин-Саари                                                    | 0,54                                                         | Медвежьегорский район, западная часть озера Сегозеро, 10 км к востоку от села Паданы                                 | 20 июля 1984                                                 | Сложен известняковыми породами, включающими уникальный комплекс микрофитолитов (2 млрд лет) |
| Мыс Кинтсиниеми                                                         | 50                                                           | Суоярвский район, восточное побережье озера Малое Янисъярви                                                          | 20 июля 1984                                                 | Эталонный разрез красноцветных и равнозернистых доломитов, включающих уникальный комплекс органических останков верхнего ятулия (2 млрд лет)                                                    |
| Чёлмужская коса                                                         | 900                                                          | Медвежьегорский район, юго-восточное побережье Повенецкого залива Онежского озера, напротив деревни Чёлмужи          | 20 июля 1984                                                 | Памятник деятельности последнего ледника, песчаный мыс протяжённостью 13 км; объект всероссийских геологических экскурсий                                                                       |
| Государственные региональные ботанические памятники природы             |                                                              | |                                                              | |
|                                                                         |                                                              | |                                                              | |
| Государственные региональные гидрологические памятники природы          |                                                              | |                                                              | |
| Родник Соляная яма                                                      |                                                              | Медвежьегорский район, левый берег реки Судмы в 1,7 км от устья                                                      | 20 июля 1984                                                 | Единственный в Карелии естественный выход на поверхность высокоминерализованных (солёных) вод                                                                                                   |
| Крошнозерский родник                                                    |                                                              | Пряжинский район, к востоку от посёлка Крошнозеро                                                                    | 20 июля 1984                                                 | Крупнейший и самый устойчивый по режиму родник Карелии |
| Лососинский родник                                                      |                                                              | Прионежский район, правый берег реки Лососинки, в 2,6 км от Петрозаводска                                            | 20 июля 1984                                                 | Восходящий родник, источник высококачественной питьевой воды |
| Сулажгорский родник                                                     |                                                              | Северо-западная окраина Петрозаводска, в окрестностях Сулажгоры                                                      | 20 июля 1984                                                 | Нисходящий безнапорный родник, источник высококачественной питьевой воды |
| Онежский родник                                                         |                                                              | Юго-западная окраина Петрозаводска, западнее озера Четырёхвёрстного                                                  | 20 июля 1984                                                 | Восходящий напорный родник, источник высококачественной питьевой воды |
| Родник Три Ивана (Карасозерский)                                        | 125                                                          | Медвежьегорский район, Заонежский полуостров, севернее озера Карасозеро, в урочище «Иваны»                           | 12 августа 1983                                              | Восходящий родник у подножия возвышенности, известный целебными свойствами |
| Урозеро                                                                 | 2301 га, в том числе озеро Урозеро — 1440 га                 | Пряжинский и Прионежский районы, к юго-западу от Укшозера                                                            | 29 декабря 1997                                              | Урозеро — светловодный водоём, вода которого близка к подземной по своим показателям |
| Государственные региональные болотные памятники природы                 |                                                              | |                                                              | |
|                                                                         |                                                              | |                                                              | |
| Ландшафтные памятники природы                                           |                                                              | |                                                              | |
| Клим-гора                                                               | 617                                                          | Медвежьегорский район, северо-восточная часть Заонежского полуострова                                                | 21 октября 1993                                              | Один из самых живописных участков Заонежья, служит естественной границей между Повенецким и Заонежским заливами Онежского озера                                                                 |

## Природные парки
| Название                            | Площадь, га | Местонахождение                        | Дата учреждения | Краткое описание, комментарий                                                                                |
| ----------------------------------- | ----------- | -------------------------------------- | --------------- | --- |
| Природный парк Валаамский архипелаг | 24 700      | Северо-западная часть Ладожского озера | 4 ноября 1999   | Охватывает весь Валаамский архипелаг с прилегающей акваторией озера, включая более 50 тектонических островов |

## Прочее

### Дендрологические парки и ботанические сады
| Название                                                       | Площадь, га | Местонахождение                                                                       | Дата учреждения | Краткое описание, комментарий |
| -------------------------------------------------------------- | ----------- | ------------------------------------------------------------------------------------- | --------------- | --- |
| Ботанический сад Петрозаводского государственного университета | 367         | Зелёная зона города Петрозаводска, северный берег Петрозаводской губы Онежского озера | 1 февраля 1951  | На территории Сада находятся урочище «Чёртов стул», потухший вулкан Ваара, естественные природные сообщества, типичные для Заонежья |

### Лечебно-оздоровительные местности и курорты
| Название                                    | Площадь, га | Местонахождение                                     | Дата учреждения  | Краткое описание, комментарий       |
| ------------------------------------------- | ----------- | --------------------------------------------------- | ---------------- | ----------------------------------- |
| Курортные леса санатория «Марциальные воды» | 3209        | Кондопожский район, вокруг посёлка Марциальные Воды | 16 сентября 1963 | Бальнеологический и грязевой курорт |

### Охранные зоны федеральных ООПТ
| Название                          | Площадь, га | Местонахождение                                              | Дата учреждения | Краткое описание, комментарий                                              |
| --------------------------------- | ----------- | ------------------------------------------------------------ | --------------- | -------------------------------------------------------------------------- |
| Охранная зона заповедника «Кивач» | 5792,6      | Кондопожский район, примыкает к границам заповедника «Кивач» | 14 мая 1975     | Играет роль буферной зоны между заповедными лесами и культурным ландшафтом |

### Охранные зоны с особым статусом
| Название                                                                                           | Площадь                                        | Местонахождение                                      | Дата учреждения  | Краткое описание, комментарий |
| -------------------------------------------------------------------------------------------------- | ---------------------------------------------- | ---------------------------------------------------- | ---------------- | --- |
| Охранная зона Государственного историко-архитектурного и этнографического музея-заповедника «Кижи» | 9990,05 га, в том числе земли музея — 61,79 га | Медвежьегорский район, Кижские шхеры Онежского озера | 14 сентября 1972 | Находится в границах Кижского зоологического заказника, включает три болотных памятника природы и множество ценных природных объектов |

### Земли историко-культурного назначения
| Название                                          | Площадь, га | Местонахождение                                                  | Дата учреждения | Краткое описание, комментарий |
| ------------------------------------------------- | ----------- | ---------------------------------------------------------------- | --------------- | --- |
| Оровский полуостров                               | 773         | Медвежьегорский район, в 15 км к юго-востоку от посёлка Повенец  | 21 апреля 1971  | Флювиогляциальная дельта, сложенная песками с валунами и галькой, разделяет Оровгубу и Повенецкий залив Онежского озера. На территории полуострова находятся 37 культурно-исторических памятников федерального значения от эпохи мезолита до раннего Средневековья                        |
| Археологический комплекс «Чёрная губа»            | 192,3       | Медвежьегорский район, в 7—9 км к юго-востоку от посёлка Повенец | 21 апреля 1971  | Археологический комплекс включает 31 археологический памятник — поселения эпохи каменного века |
| Археологический комплекс «Беломорские петроглифы» | 338,3       | Беломорский район, нижнее течение реки Выг                       | 21 апреля 1971  | Включает комплекс петроглифов возраста 4,5—5,5 тысяч лет и более 30 стоянок того же времени |
| Историко-мемориальный комплекс «Колласъярви»      | 3100        | Суоярвский район, вблизи посёлка Лоймола                         | 24 июля 1998    | Находится на землях, где велись интенсивные военные действия в период советско-финских войн 1939—1940 и 1941—1944 годов. Включает памятники военной истории — воинские захоронения советских и финских воинов, оборонительные сооружения, памятные места, связанные с военными событиями. |

### Упразднённые ООПТ
| Название                                        | Площадь, га | Местонахождение                                                   | Дата учреждения | Краткое описание, комментарий                                                  |
| ----------------------------------------------- | ----------- | ----------------------------------------------------------------- | --------------- | ------------------------------------------------------------------------------ |
| Природный (зоологический) заказник «Ладвинский» | 15 100      | Прионежский район, в 12 км к северо-западу от посёлка Ладва-Ветка | 5 августа 1974  | Единственный эталонный резерват в Прионежском районе. Ликвидирован 04.02.2000. |